# Вали (Щиценський повіт)
Вали (пол. Wały, нім. Wallen) — село в Польщі, у гміні Щитно Щиценського повіту Вармінсько-Мазурського воєводства.
Населення — 234 особи (2011).

## Демографія
Демографічна структура станом на 31 березня 2011 року:
|          | Загалом | Допрацездатний вік | Працездатний вік | Постпрацездатний вік |
| -------- | ------- | ------------------ | ---------------- | -------------------- |
| Чоловіки | 121     | 29                 | 84               | 8                    |
| Жінки    | 113     | 22                 | 73               | 18                   |
| Разом    | 234     | 51                 | 157              | 26                   |